# Cargolux
Cargolux Airlines International S. A., (торгова марка — Cargolux) — вантажна авіакомпанія, що базується в Люксембурзі, столиці однойменної держави. Вона є однією з найбільших європейських транспортних авіакомпаній, що працюють по всьому світу з регулярними перевезеннями. Також виконуються чартерні перевезення. Базовий аеропорт — Міжнародний аеропорт Люксембург-Фіндел.

## Історія
Cargolux була заснована в 1970 році компаніями Luxair, Salen Shipping Group, Loftleidir Icelandic та іншими приватними інвесторами Люксембургу. Вона розпочала роботу в травні того ж року вантажними авіаперевезеннями між Люксембургом і Гонконгом одним літаком Canadair CL-44.
До 1973 році Cargolux вже мала п'ять літаків Canadair CL-44 і один реактивний літак Douglas DC-8. Це дозволило компанії прискорити вантажні перевезення.
З 1978 року турбогвинтові літаки Canadair CL-44 стали виводитися з експлуатації; замовлений перший Boeing 747. Тим же роком була розширена географія польотів на інші азійські міста і в США. До завершення першого десятиліття роботи компанії вона вже мала в експлуатації два літаки Boeing 747.

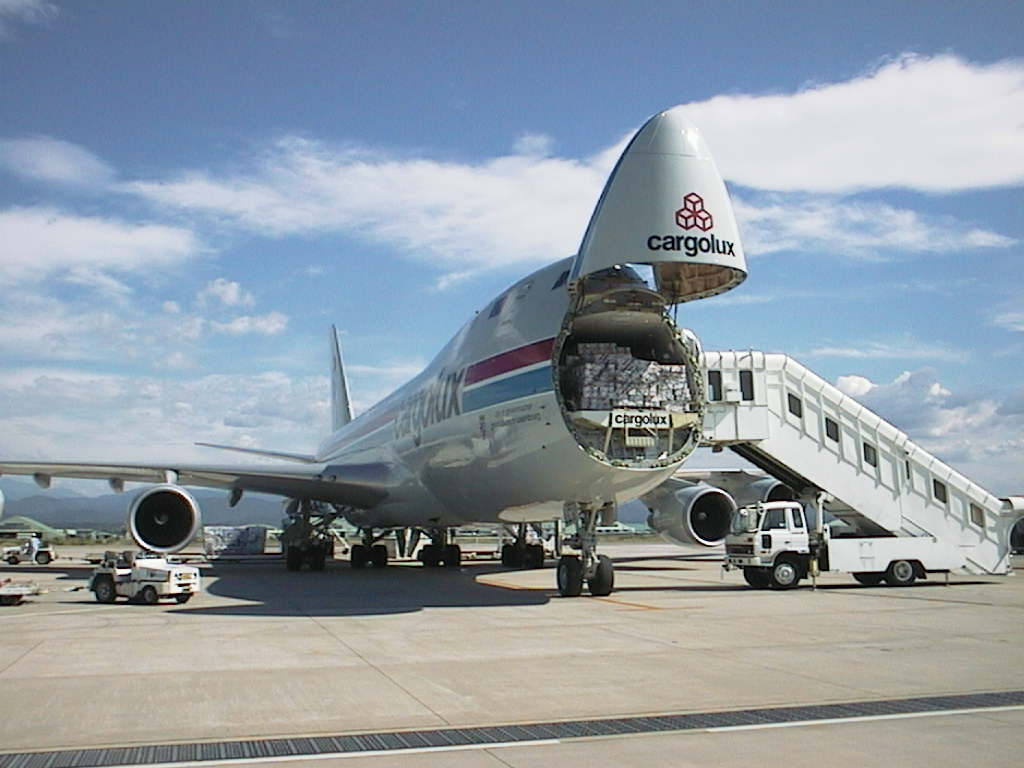
Boeing 747-400F компанії Cargolux

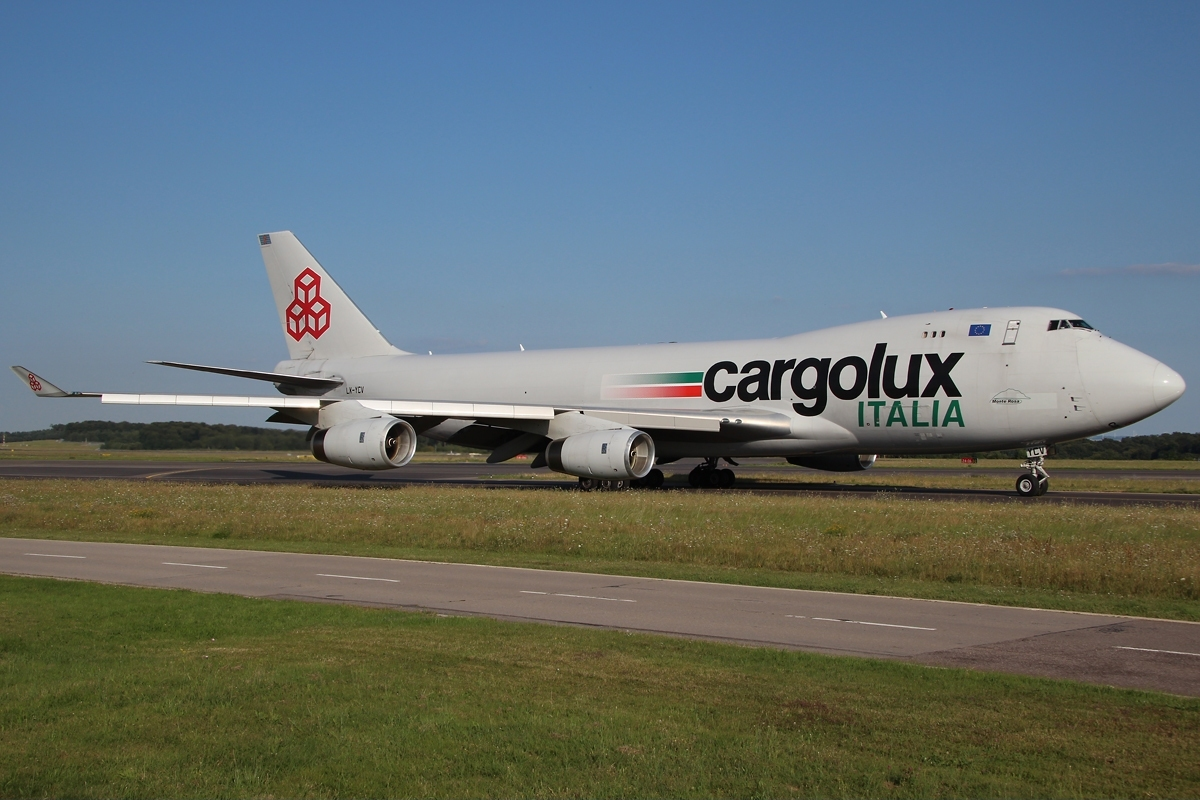
Boeing 747-400F авіакомпанії Cargolux Italia

У 1982 році China Airlines стала першим стратегічним партнером компанії Cargolux. У 1983 році компанія здійснювала перевезення прочан, що здійснюють хадж.
До 1984 році Douglas DC-8 були виведені з експлуатації, і куплений третій Boeing 747. Lufthansa купила 24,5% акцій компанії в 1987 році, а Luxair збільшила свою частку до 24,53%.
До 1999 року флот досяг десяти літаків Boeing 747.
Власники компанії: Luxair (34.9 %), SAirLines (33.7 %), Luxembourg Financial Corporations (28.9 %) та інші акціонери (2.5 %) (січень 2008 року).

## Флот
У грудні 2016 року Cargolux експлуатувала 12 Boeing 747-400F і 14 Boeing 747-8F, з яких три Boeing 747-400F експлуатується дочірньою авіакомпанією Cargolux Italia.
| Літак             | В експлуатації | Замовлено | Фотографія |
| ----------------- | -------------- | --------- | ---------- |
| Boeing 747-400BCF | 0              | —         |            |
| Boeing 747-400ERF | 2              | —         |            |
| Boeing 747-400F   | 10             | —         |            |
| Boeing 747-8F     | 14             | —         |            |
| Всього            | 26             | 0         |            |